# Триндади (остров)
Триндади (порт. Ilha de Trindade) — необитаемый вулканический остров в Атлантическом океане, принадлежащий Бразилии. Расположен примерно в 1 150 км на восток от города Витории.

## География
Остров шириной 3 км и длиной примерно 6 км имеет площадь примерно 10,3 км² и является самым большим островом группы островов Триндади-э-Мартин-Вас. Остров — это активный стратовулкан с кратерами и многочисленными вулканическими куполами. Территория острова изрезана ущельями, которые до XIX века были покрыты лесом. Сегодня, за исключением южной части острова, территория пустынна.

## История
Остров был открыт в 1502 году португальским мореплавателем Васко да Гамой и вплоть до независимости Бразилии являлся португальской территорией. С 1890 по 1896 годы был оккупирован Великобританией, до тех пор пока не был возвращён по соглашению Бразилии.
В 1893 году американский авантюрист Джеймс Харден-Хикки, прибывший на Тринидади, объявил о создании Княжества Тринидад, провозгласив себя князем.
На острове действовала одноимённая военная тюрьма, где с 1924 по 1926 год был заключён Эдуарду Гомеш, будущий маршал авиации Бразилии.